# Archiconops insularis
Archiconops insularis är en tvåvingeart som först beskrevs av Krober 1936.  Archiconops insularis ingår i släktet Archiconops och familjen stekelflugor.
Artens utbredningsområde är São Tomé. Inga underarter finns listade i Catalogue of Life.